# Mary Louise Cleave
Mary Louise Cleave (* 5. Februar 1947 in Southampton, Long Island, New York; † 27. November 2023) war eine US-amerikanische Astronautin und Raumfahrtmanagerin.

## Leben
Mary Louise Cleave erwarb 1969 einen Bachelorabschluss in Biologie von der Colorado State University und 1975 einen Masterabschluss in Mikrobiologie von der Utah State University. 1979 beendete sie an der Utah State University ein PhD-Studium in Bauingenieurwesen und Umwelttechnik.
Von 1971 bis 1980 arbeitete Cleave in der Forschung am Ecology Center und im Utah Water Research Laboratory an der Utah State University.
Im November 2023 verstarb sie im Alter von 76 Jahren.

## Tätigkeit für die NASA
Im Mai 1980 wurde Cleave von der NASA als Astronautenanwärterin für die Missionsspezialisten-Laufbahn ausgewählt. Sie arbeitete unter anderem im Shuttle Avionics Integration Laboratory (SAIL) und als Verbindungssprecherin (CAPCOM) bei fünf Space-Shuttle-Flügen. Als Astronautin absolvierte sie zwei Raumflüge:
- STS-61-B: Am 27. November 1985 startete Cleave als Missionsspezialistin mit der Raumfähre Atlantis zu ihrem ersten Flug ins All. Im Rahmen dieser Mission wurden die drei Kommunikationssatelliten MORELOS-B (Mexiko), AUSSAT-2 (Australien) und SATCOM KU-2 ausgesetzt. Bei zwei Außenbordaktivitäten wurden Verfahren zum Zusammenbau von Konstruktionselementen im Weltraum erprobt. Cleave bediente dabei den Roboterarm des Space Shuttles.

- STS-30: Am 4. Mai 1989 flog sie als Missionsspezialistin erneut mit der Raumfähre Atlantis ins All. Nutzlast war die Venus-Sonde Magellan, die mit einer IUS-Oberstufe in Richtung Venus beschleunigt wurde. STS-30 war die erste Mission, bei der das Space Shuttle dazu genutzt wurde, eine interplanetare Raumsonde zu starten.

Im Mai 1991 verließ Cleave das Johnson Space Center sowie das Astronautenkorps und wechselte zum Goddard Space Flight Center der NASA. Sie arbeitete im Labor für hydrosphärische Prozesse als Projektmanagerin für SeaWiFS (Sea-viewing, Wide-Field-of-view-Sensor), einem Meeres-Farb-Sensor, der die globale Vegetation überwacht. Anschließend war sie bis April 2007 Wissenschaftsdirektorin der NASA im Hauptquartier in Washington, D.C.

## Auszeichnungen
Cleave erhielt zweimal die NASA Space Flight Medal. 2017 wurde sie in die American Academy of Arts and Sciences gewählt.

## Einzelnachweis
1. ↑  NASA Remembers Trailblazing Astronaut, Scientist Mary Cleave. In: NASA. Abgerufen am 30. November 2023 (englisch).

| Personendaten    | Personendaten                |
| ---------------- | ---------------------------- |
| NAME             | Cleave, Mary Louise          |
| KURZBESCHREIBUNG | US-amerikanische Astronautin |
| GEBURTSDATUM     | 5. Februar 1947              |
| GEBURTSORT       | Southampton, New York        |
| STERBEDATUM      | 27. November 2023            |